# Sarcophaga nemoralis
Sarcophaga nemoralis är en tvåvingeart som beskrevs av Kramer 1908. Sarcophaga nemoralis ingår i släktet Sarcophaga och familjen köttflugor. Arten är reproducerande i Sverige. Inga underarter finns listade i Catalogue of Life.